# 3526 Jeffbell
3526 Jeffbell este un asteroid din centura principală, descoperit pe 5 februarie 1984 de Edward Bowell.